# Theatro da Paz
El Theatro da Paz és un teatre situat a la ciutat de Belém, a Pará, (Brasil), construït amb fons obtinguts de l'exportació de làtex de cautxú. Avui és el teatre més gran del nord del país i un dels més luxosos de Brasil, amb aproximadament 130 anys d'història. És d'estil neoclàssic i va ser construït en l'època daurada de l'explotació del cautxú de l'Amazònia. El seu nom va ser suggerit pel bisbe D. Costa Macedo. La primera pedra data del 3 de març de 1869. El 16 de febrer de 1878, el Theatro da Paz va obrir les portes al públic.